# 3528 Каунселмен
3528 Каунселмен (3528 Counselman) — астероїд головного поясу, відкритий 2 березня 1981 року.
Тіссеранів параметр щодо Юпітера — 3,419.